# Copa Santa Catarina de Futsal de 2022
A Copa Santa Catarina de Futsal de 2022 foi a 20ª edição da segunda principal competição da modalidade no estado, sua organização é de competência da Federação Catarinense de Futebol de Salão. O campeão tem vaga garantida na Copa do Brasil de Futsal e Recopa Santa Catarina de Futsal.

## Regulamento
Os oito clubes foram divididos em dois grupos (A e B) e jogaram entre si em turno e returno, classificando as duas melhores equipes de cada grupo para a segunda fase. 
Na segunda fase (semifinais) o 1º colocado do grupo A enfrentou o 2º do grupo B, e o 1º colocado do grupo B enfrentou o 2º do grupo A. A partir da segunda fase as equipes classificadas se enfrentaram no sistema de confronto eliminatório, em jogos de ida e volta, com o mando de campo da segunda partida para a equipe melhor classificada.
Os vencedores das semifinais garantiram vaga na final.
Critérios de Desempate
1. confronto direto;
2. maior número de vitórias;
3. maior saldo de gols;
4. maior número de gols marcados;
5. menor número de gols sofridos;
6. menor número de cartões vermelhos;
7. menor número de cartões amarelos;
8. sorteio.

## Fase final
Em itálico, as equipes que disputarão a primeira partida como mandante. Em negrito, as equipes classificadas.
|  | Semifinais    | Semifinais | Semifinais | Semifinais |    |             | Final | Final | Final | Final |
|  |               |            |            |            |    |             |       |       |       |       |
|  | Curitibanos   | 2          | 5          | 7          |    |             |       |       |       |       |
|  | Caçador       | 2          | 0          | 2          |    |             |       |       |       |       |
|  | Caçador       | 2          | 0          | 2          |    | Curitibanos | 1     | 3     | 4     |       |
|  |               |            |            |            |    | Curitibanos | 1     | 3     | 4     |       |
|  |               | Joinville  | 4          | 6          | 10 |             |       |       |       |       |
|  | São Francisco | Joinville  | 4          | 6          | 10 | 2           | 2     | 4     |       |       |
|  | São Francisco |            |            |            |    | 2           | 2     | 4     |       |       |
|  | Joinville     | 2          | 6          | 8          |    |             |       |       |       |       |

## Premiação
| Copa Santa Catarina de Futsal de 2022 |
| ------------------------------------- |
|                                       |
| JEC/Krona Campeão (1º título)         |